# Pont au Change
A Pont au Change (Ponte ao Câmbio) é uma ponte parisiense no Sena. Ela conecta a île de la Cité, a partir do Palácio da Justiça, a Conciergerie e o Tribunal de comércio, na margem direita ao nível do teatro do Châtelet. Está localizada no limite entre o I.º e IV.º arrondissements de Paris.
A ponte localizada em sua extensão para o sul, ligando o boulevard du Palais na place Saint-Michel (na margem esquerda) é a Pont Saint-Michel.

## História

### A ponte do século IX

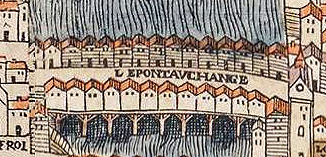
A Pont au Change no Mapa de Truschet e Hoyau (1553).

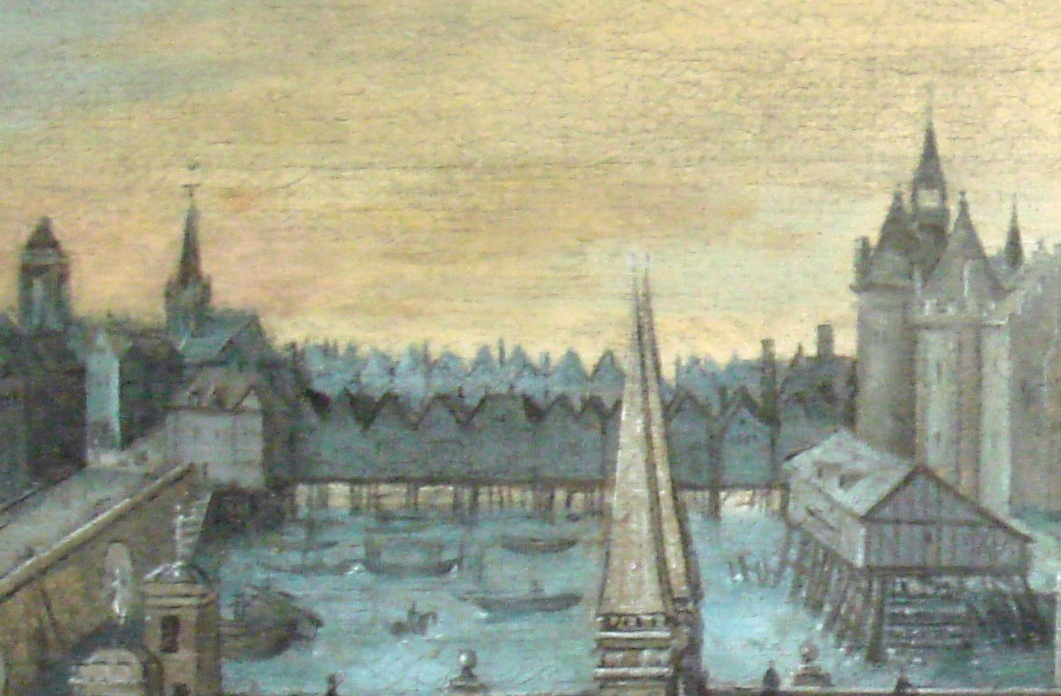
A Pont au change lotada de casas, em 1577

A primeira ponte que foi construída neste lugar no século IX para atravessar o grande braço do rio Sena, sob o reinado de Carlos o Calvo, era chamada a Grand-Pont (Grande Ponte), em oposição à Petit-Pont (Pequena Ponte) que atravessava o pequeno braço do rio.
Depois das inundações de 1196, 1206, 1280 que lhe removeram 6 arcos ela é levada pela de dezembro de 1296. Em 1280 o Sena transbordou.
Ela foi substituída por uma nova Grand-Pont que se tornou a Pont-aux-changeurs (Ponte dos cambistas), reconstruída de viés ligeiramente a montante, e foi acompanhada pela construção de uma segunda ponte um pouco a jusante, a Pont aux Meuniers.
O seu atual nome provém do fato de que os cambistas, corretores de câmbio hospedavam em seu banco para alterar as moedas. Eles controlavam e regulavam as dívidas das comunidades agrícolas em nome dos bancos. Nesta época, os joalheiros, ourives e cambistas haviam montado suas barracas tão apertadas que não se podia ver o Sena da ponte.
A pont au Change perdeu 2 pilares durante a inundação em 1616. Ela foi destruída na noite de 23 para 24 de outubro de 1621, e pela propagação do incêndio na pont Marchand muita próxima
Duas pontes foram substituídas por uma ponte provisória dita Pont de Bois (Ponte de Madeira), antes da Pont au Change não ser reconstruída com o dinheiro dos joalheiros e ourives, de 1639 a 1647.

### A ponte de 1647

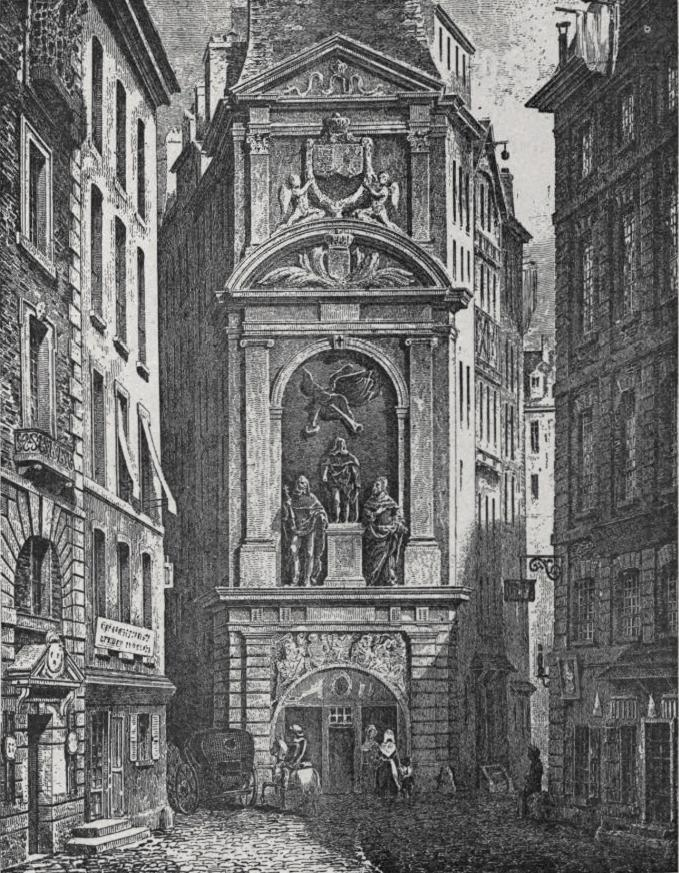
Monumento à glória da família real construída por volta de 1645, e destruída em 1794

A ponte foi reconstruída em 1639 para 1647 pelos desenhos de Androuet du Cerceau aos custos de seus ocupantes : a ponte em alvenaria consistia de 7 arcos, e, na época, era a mais larga da capital (38,6 m).
Nesta ocasião, um monumento à glória da família real, foi erguido em frente de sua extremidade, na margem direita. Ele será reparado em 1740 e destruído durante a Revolução, em 1794.
A ponte ainda vai ser severamente danificada pelas inundações de 1651, 1658, 1668.
As casas que que ela suportou vão finalmente ser demolidas em 1786. O pintor Hubert Robert ilustrou a demolição dessas casas por várias pinturas, duas das quais estão no Museu Carnavalet de Paris.

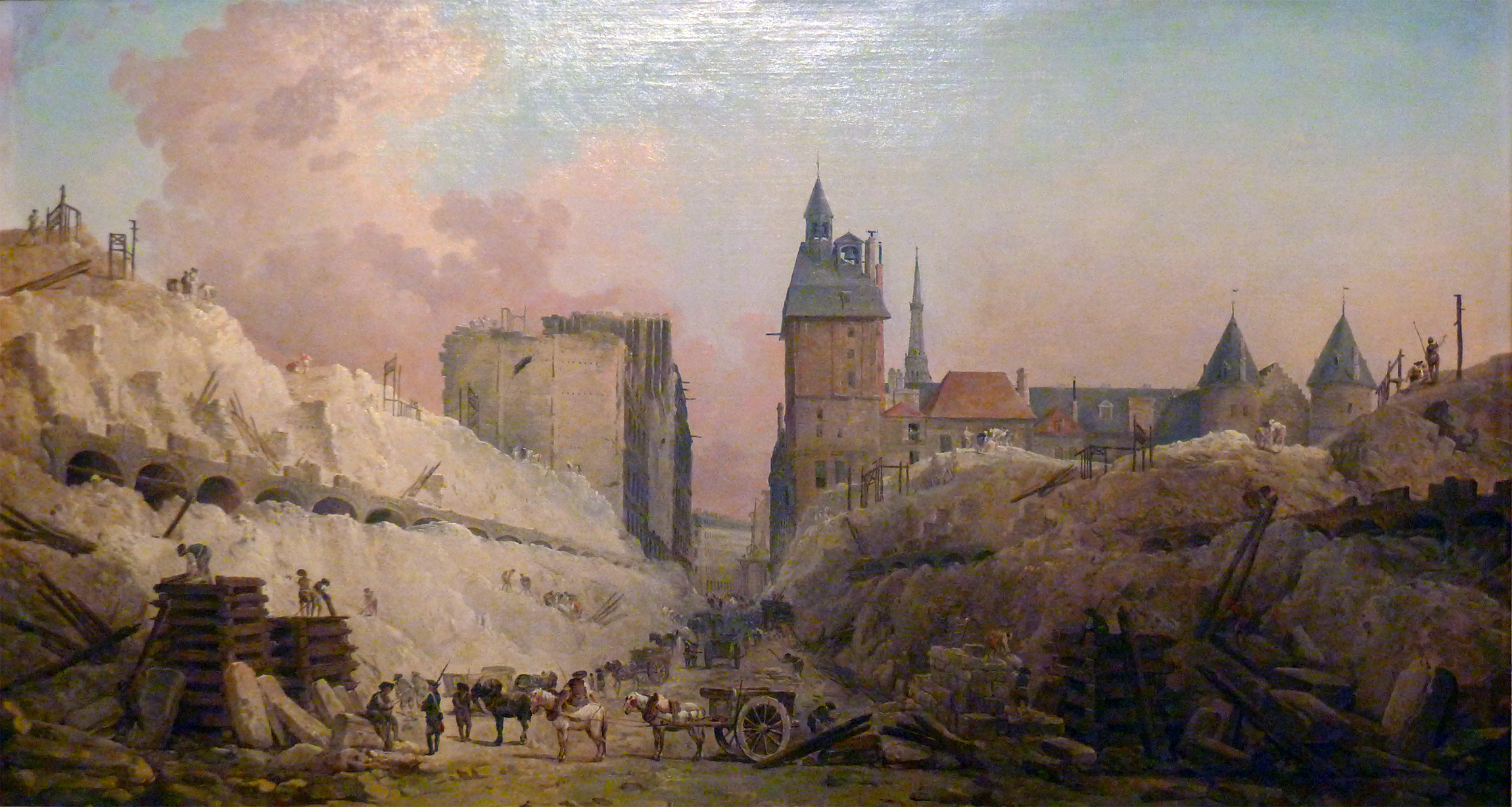
A demolição das casas da Pont-au-Change, em 1788 - Hubert Robert, Museu Carnavalet
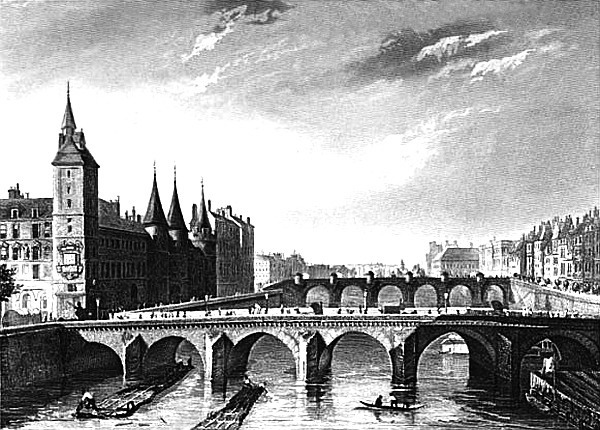
No início do XIXe xx (bc 1815), após a destruição das casas
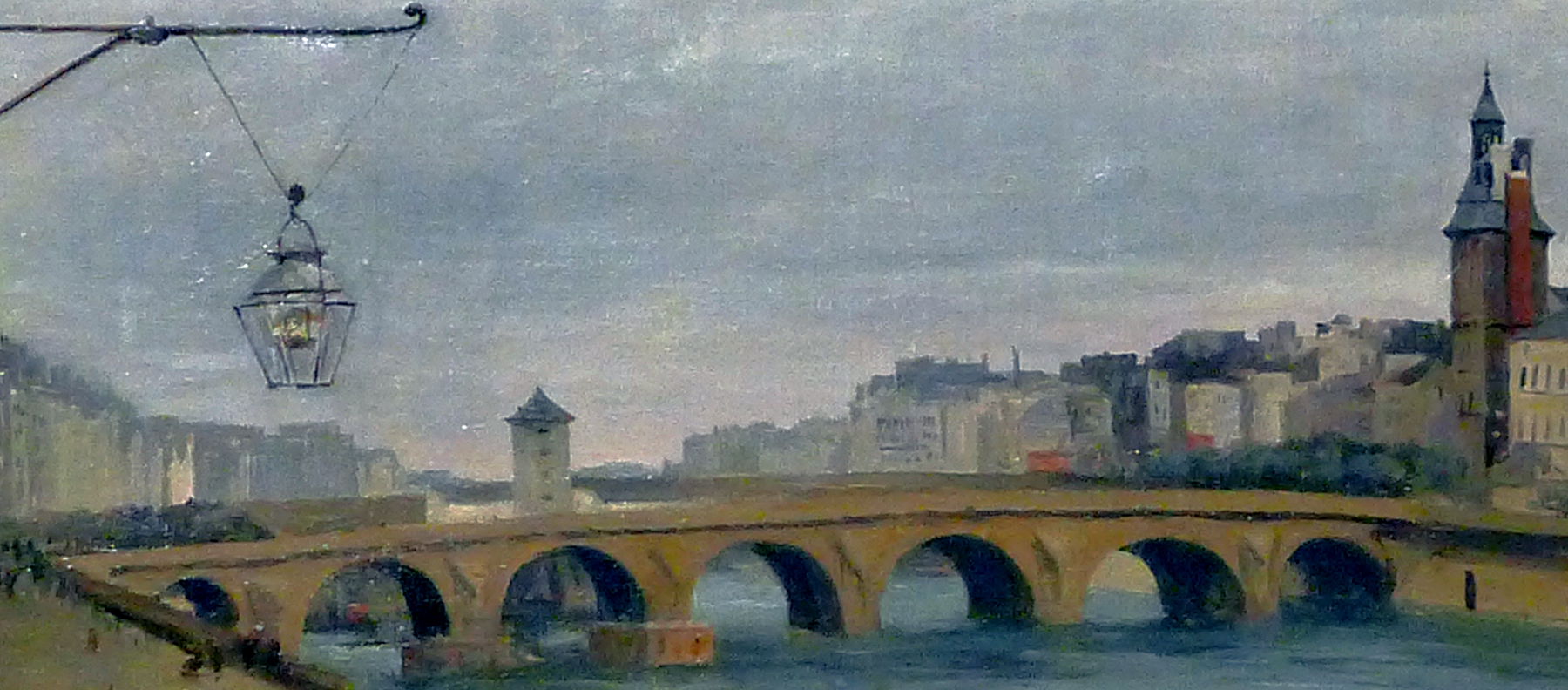
A ponte em 1830, detalhe de uma pintura de Corot - Museu Carnavalet

### A ponte de 1860
A atual Pont au Change foi construída a partir de 1858 a 1860, sob o reinado de Napoleão III e, portanto, tem o seu monograma imperial. Durante o trabalho, uma passarela provisória é instalada entre as duas margens. No mesmo modelo desta nova ponte, a pont Saint-Michel, reconstruída, ao mesmo tempo, atravessa o rio Sena, no alinhamento da margem esquerda.

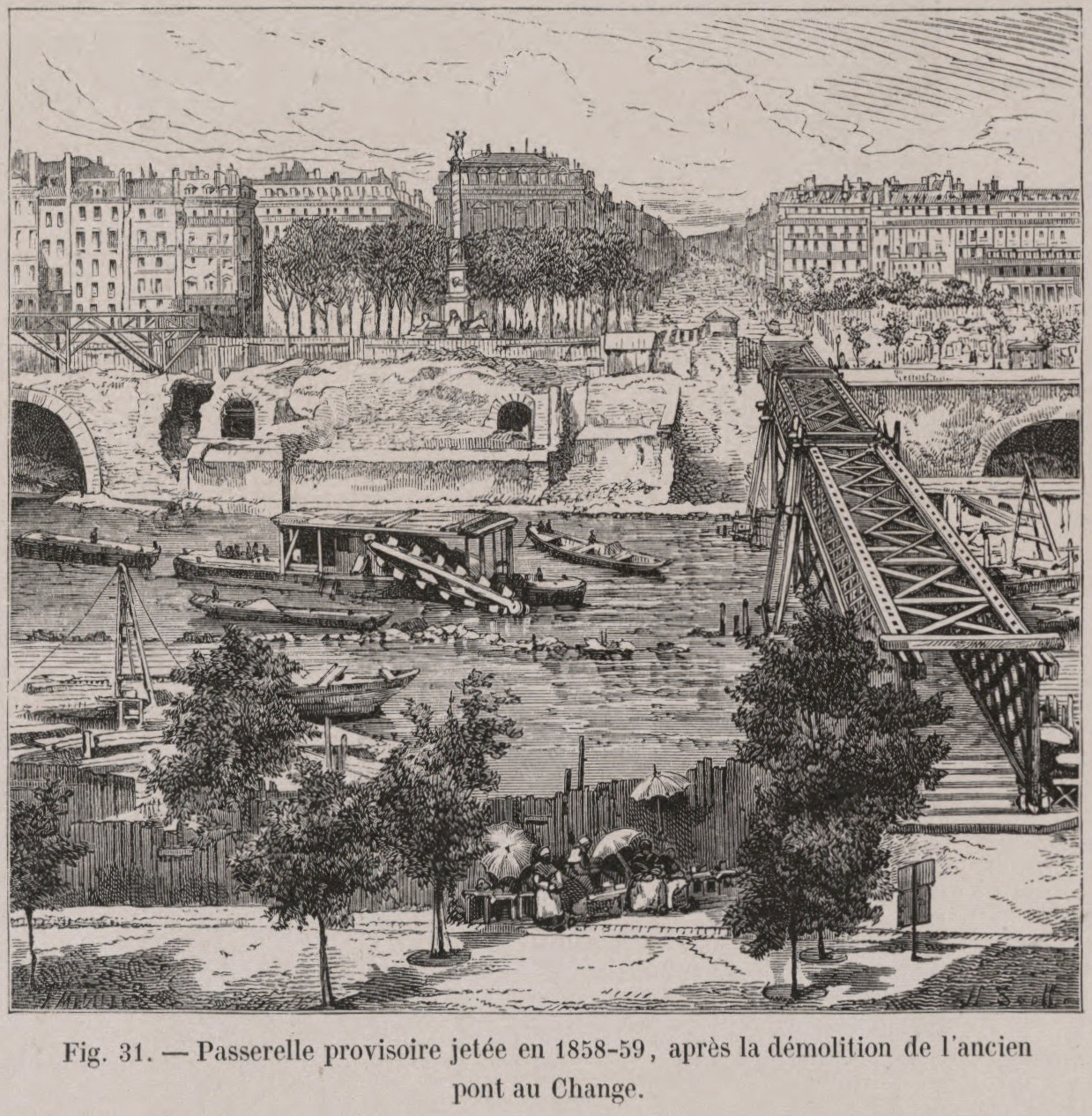
Ponte provisória no pier em 1858-59, após a demolição da antiga Pont au change
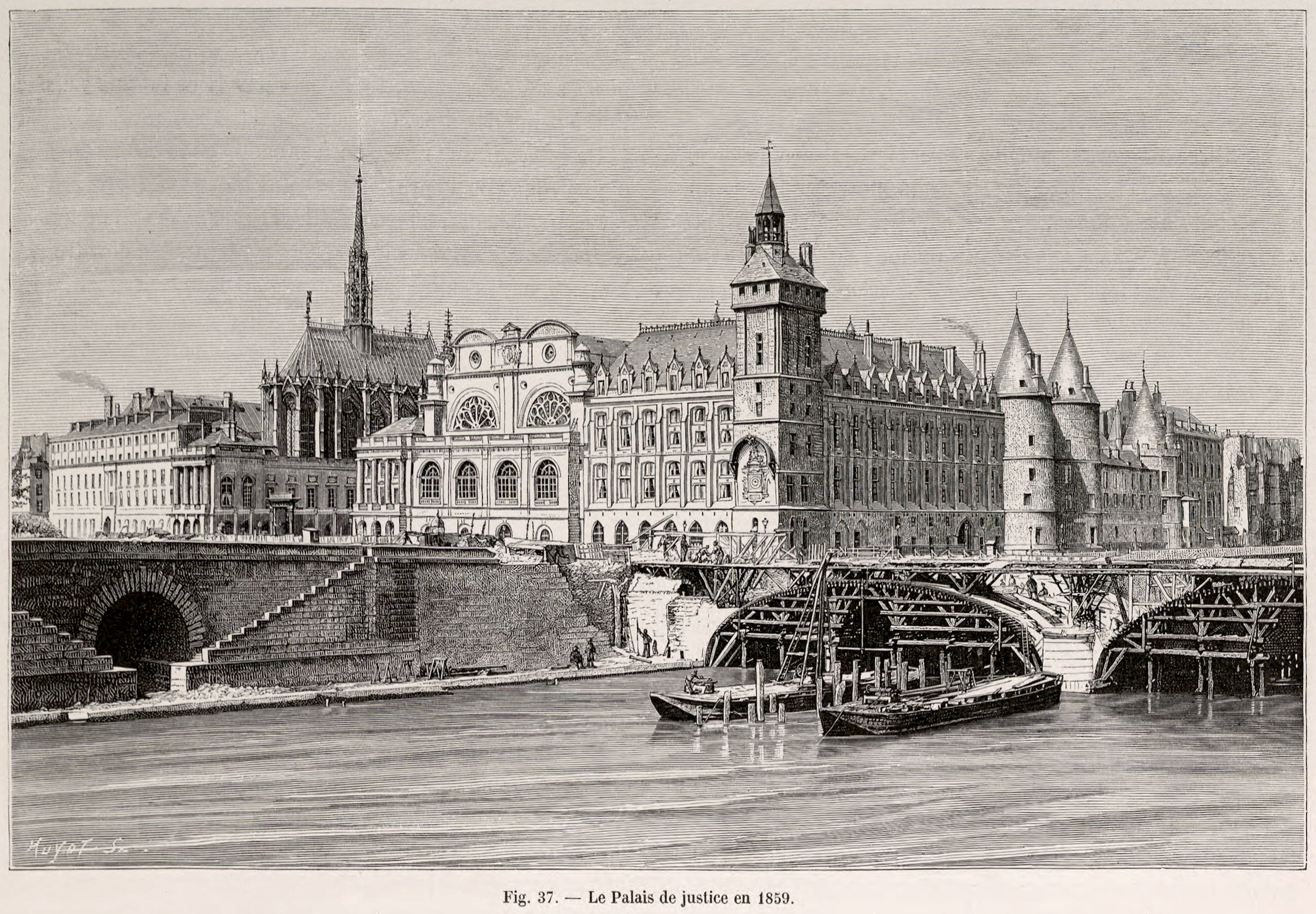
A construção da ponte em 1859.
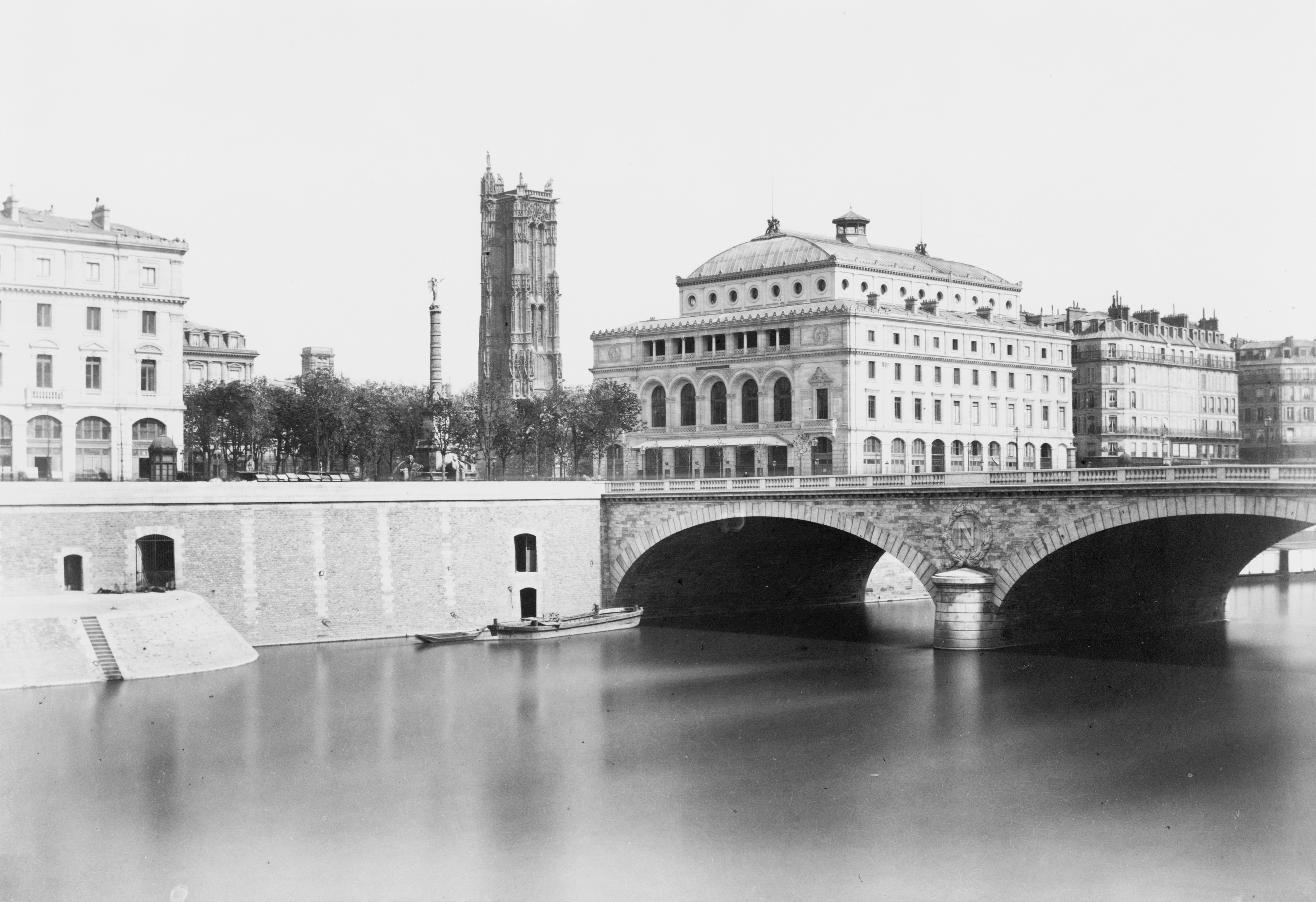
Em 1864, as fotografias de Édouard Baldus
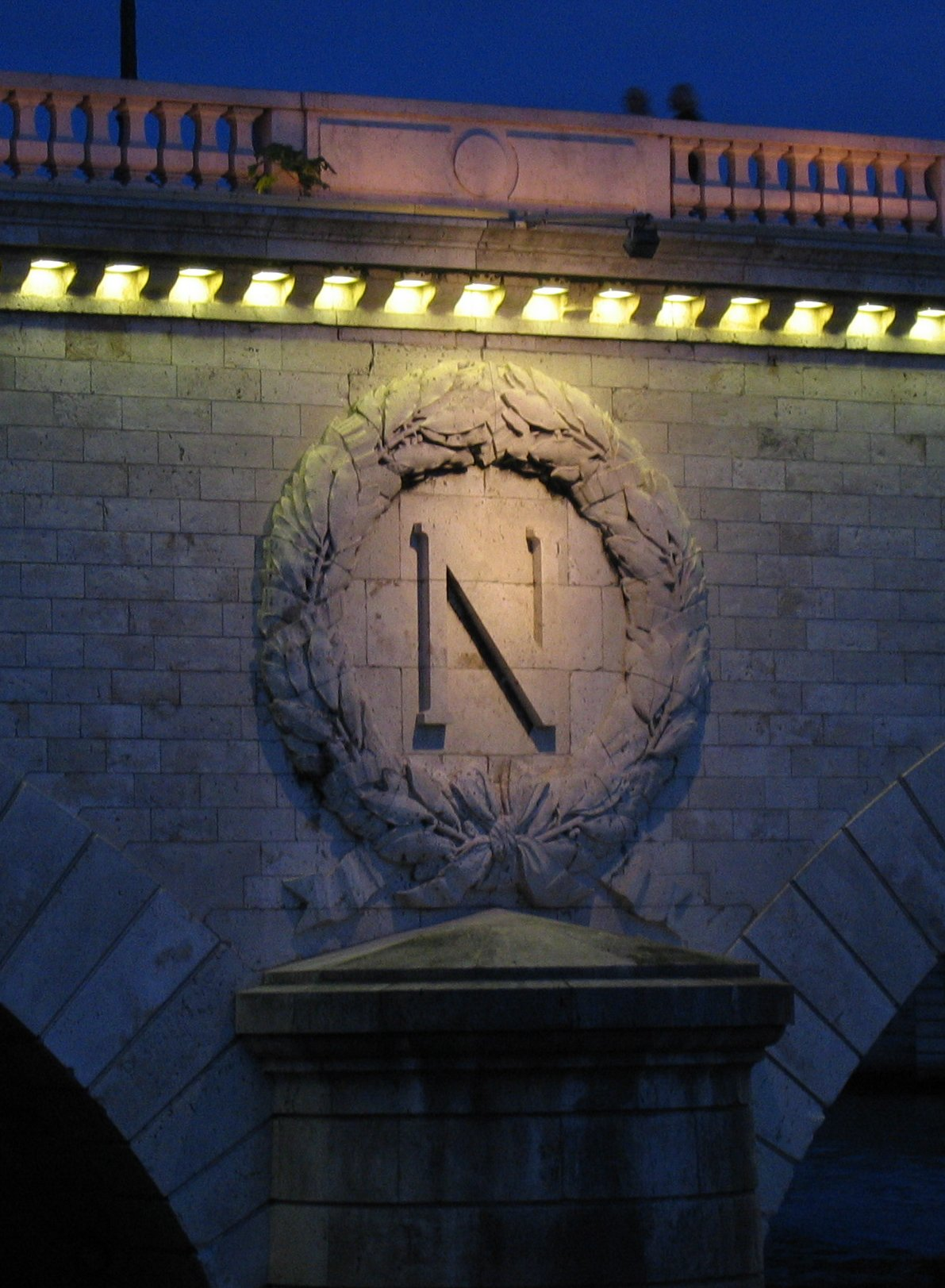
Monograma Imperial

## Descrição

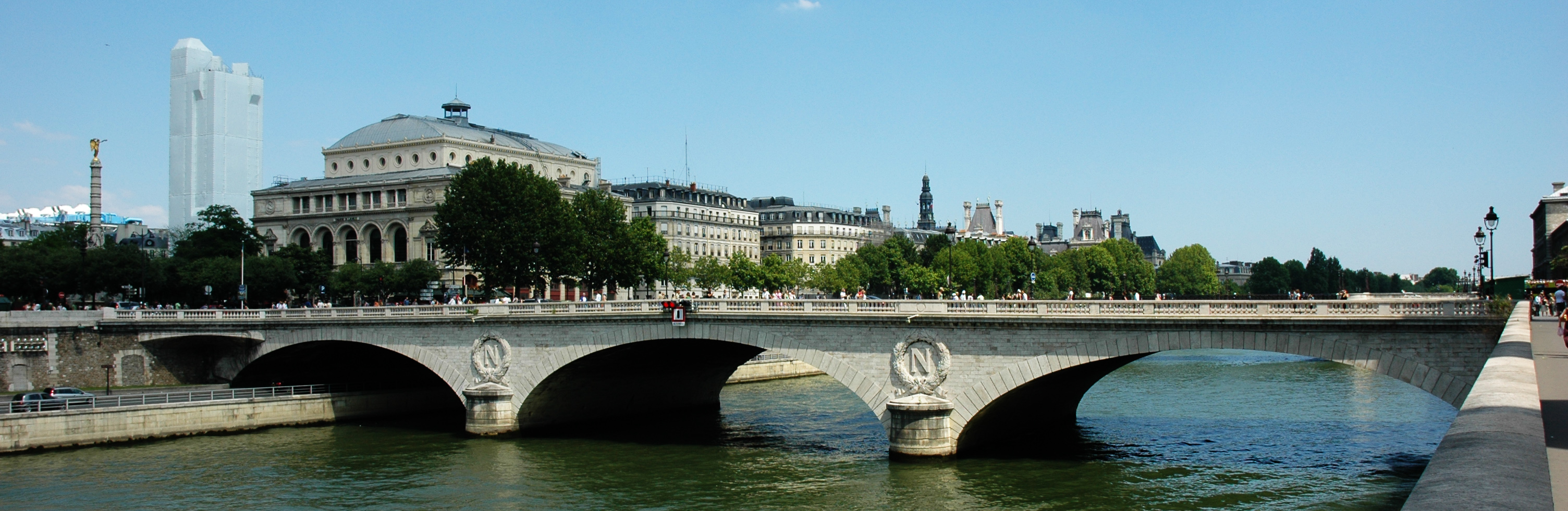
Visão geral.

Este local é servido pela estação de metrô Châtelet.

## Galeria

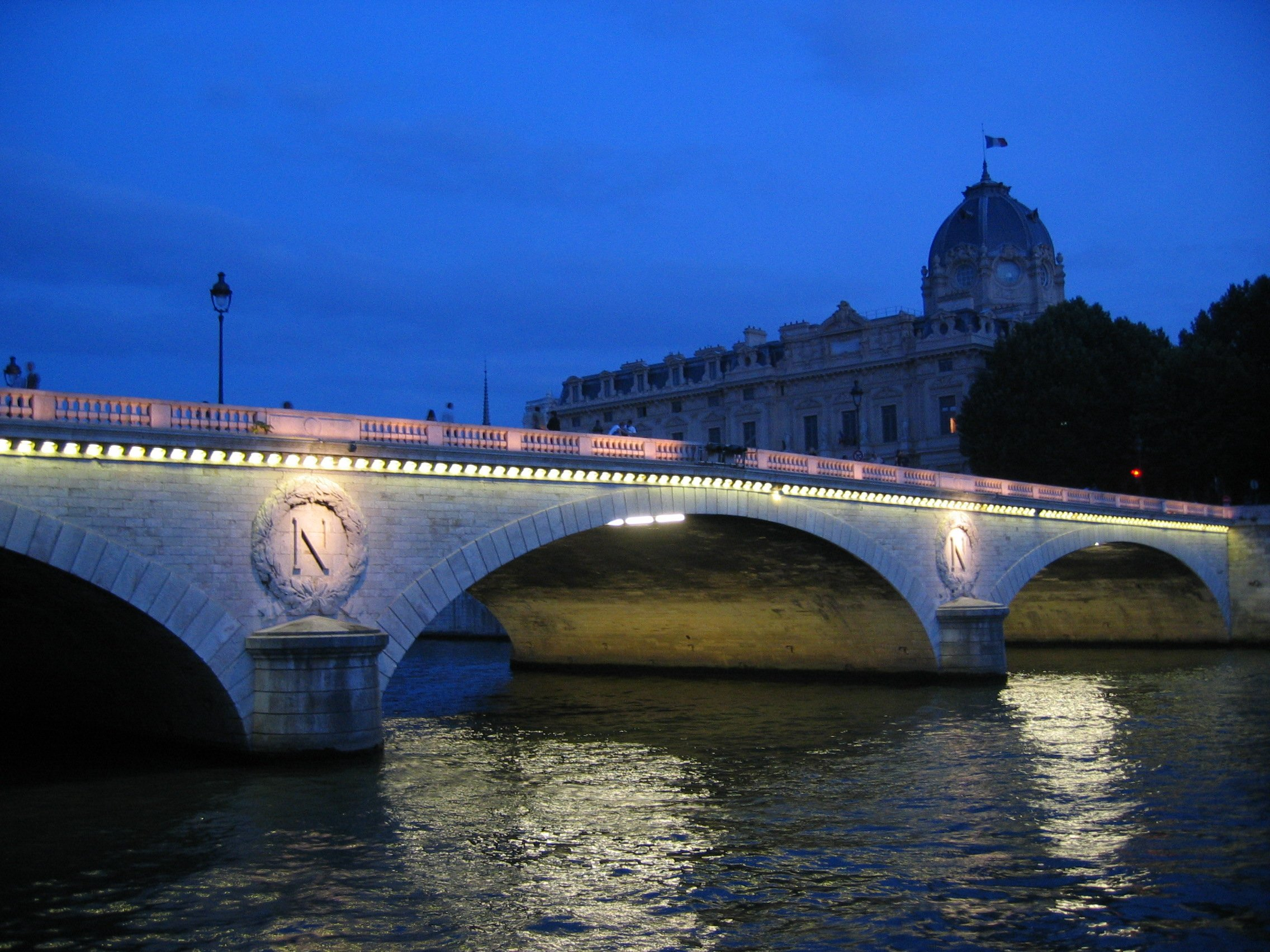
À noite, vista a jusante
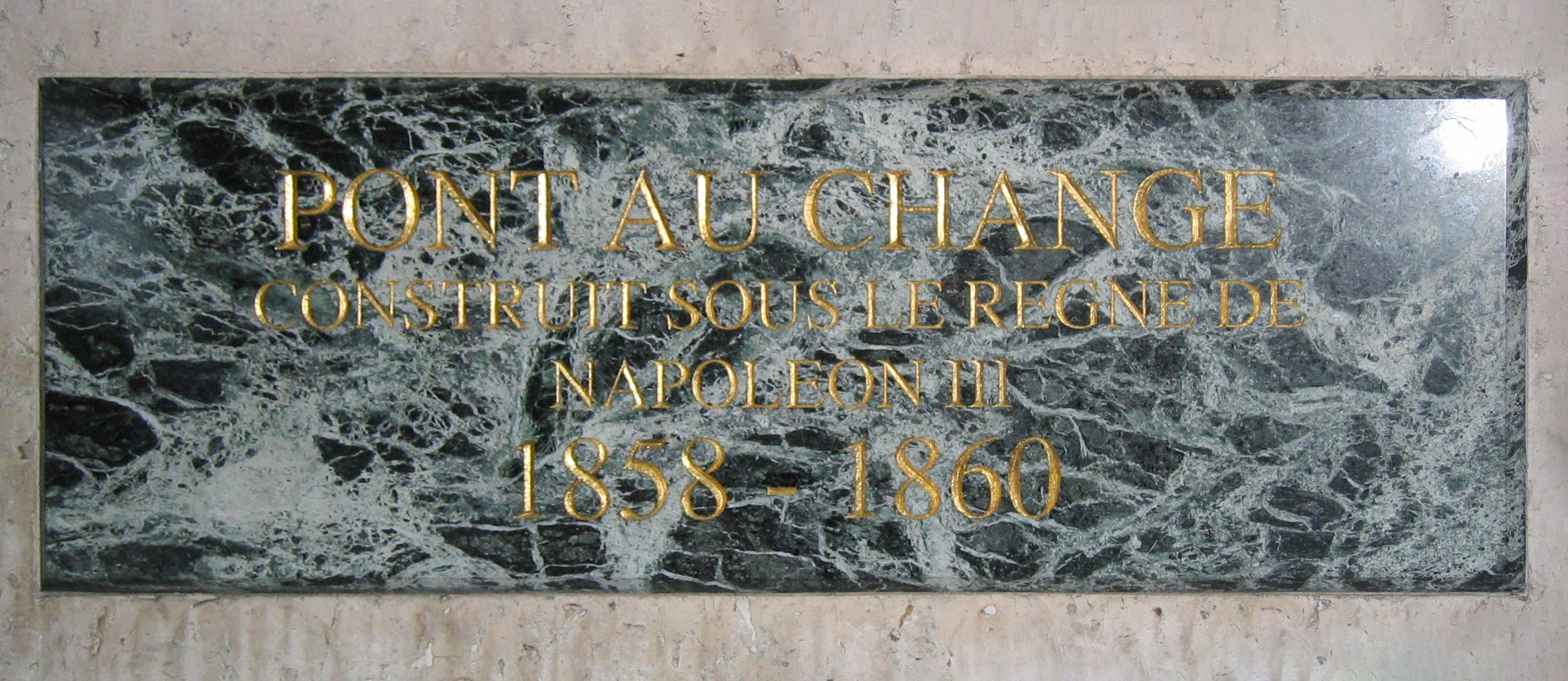
Placa 1858-1860
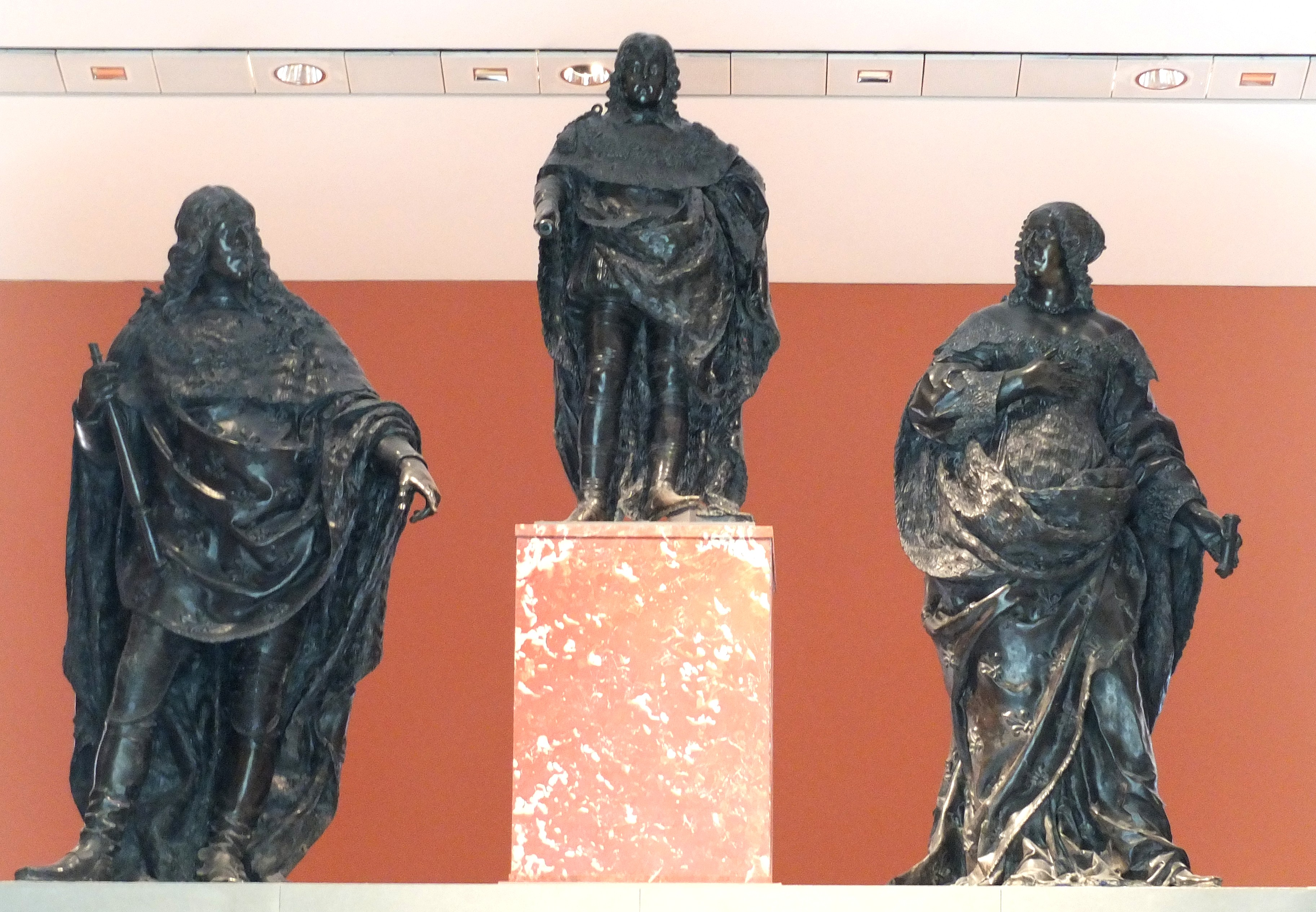
As estátuas do antigo monumento real
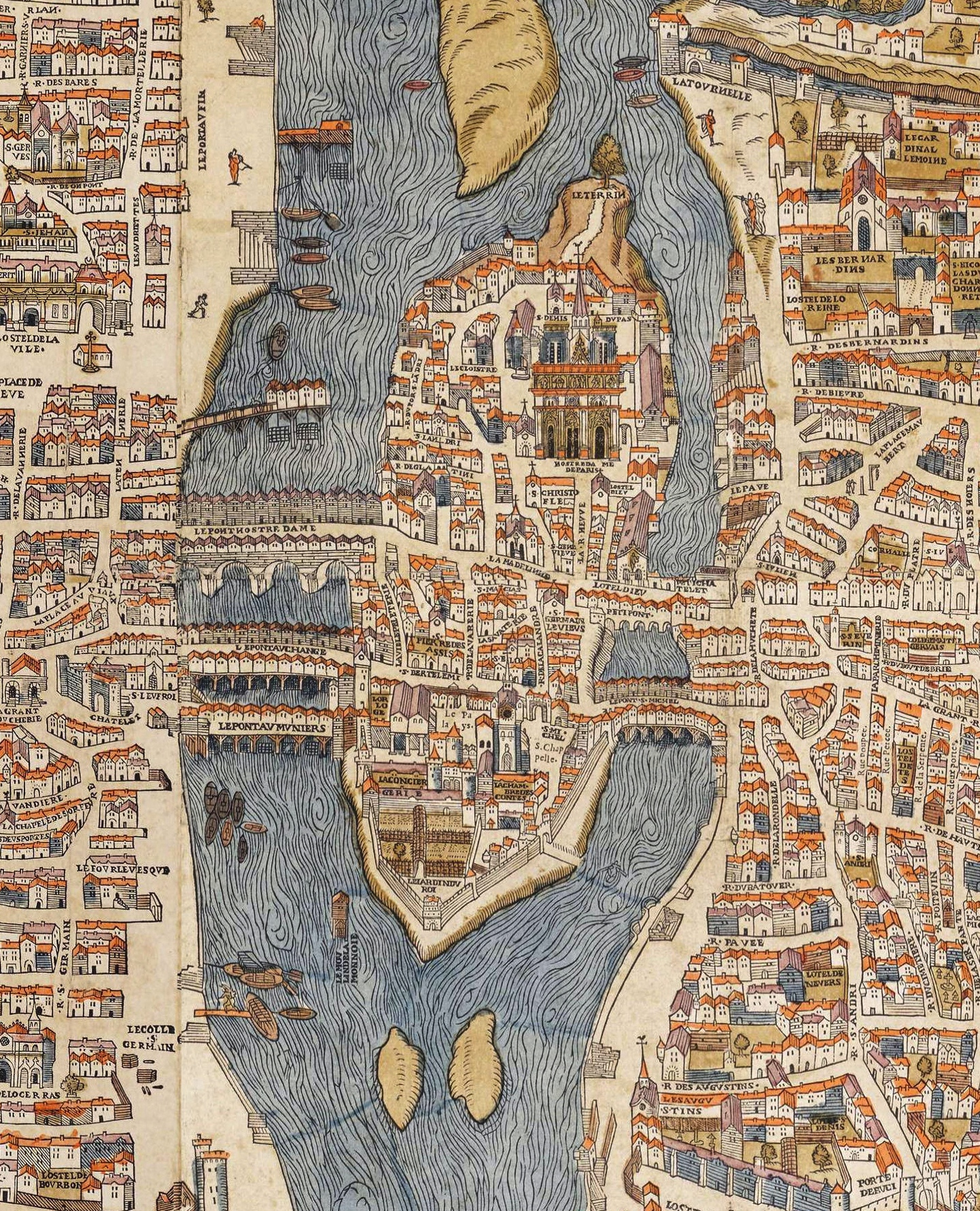
As cinco pontes antigas
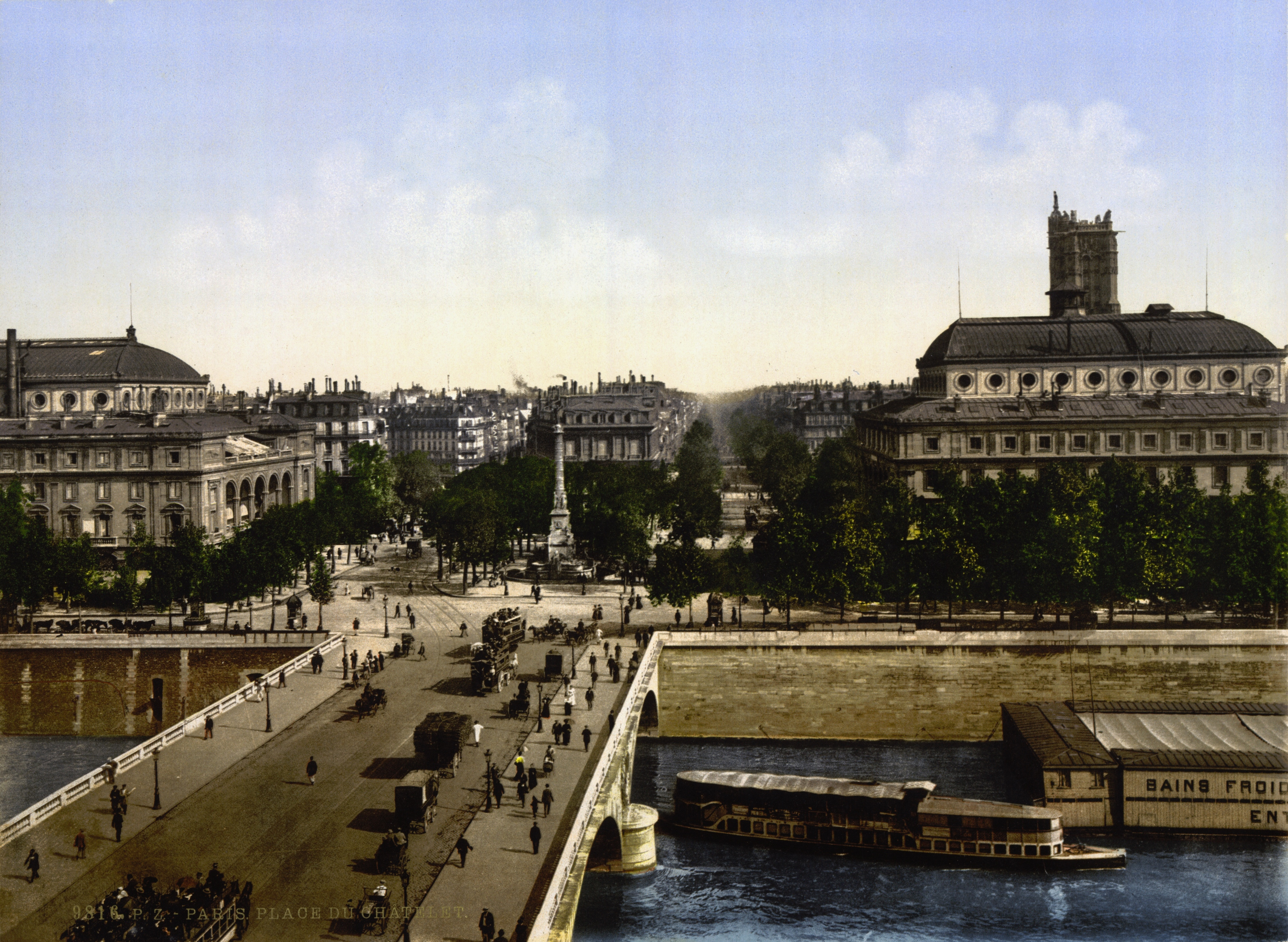
A ponte e a Place du Châtelet na margem direita

### (15 de agosto) Festa da Assunção
Livros relacionados com a Pont de Change :
- La Mission, volume 7 da série de quadrinhos L'Épervier de Patrice Pellerin, éditions Sol, 2009
- O Perfume, romance de Patrick Süskind (ver nesta seção)